# Ramža
Schron Ramža (słow. Útulňa Ramža) – schron turystyczny na Słowacji, we wschodniej części Niżnych Tatr.
Przy marszu głównym grzbietem Niżnych Tatr wolno nocować według Regulaminu Parku Narodowego Niżne Tatry (NAPANT-u) tylko w niektórych miejscach. Jednym z nich jest schron turystyczny Ramža i jego bliska okolica.

## Opis
Schron Ramža (1260 m n.p.m.) jest częstym celem przy przejściu głównego grzbietu wschodniej części Niżnych Tatr. Ponieważ znajduje się wśród lasu, nie jest dobrze widoczny, jednak przy głównym szlaku znajduje się drogowskaz do obiektu położonego kilkaset metrów dalej.
Z punktu widzenia architektonicznego schron podobny jest do górskiego szałasu. Przez niskie drzwi wchodzimy do środka - zaraz w lewo jest kilka półek i miejsce na odłożenie plecaków, dalej jest piec. Prycze do spania są dwie - dolna w kształcie L wzdłuż tylnej i prawej ściany, górna jest tylko przy tylnej. Podłoga jest drewniana.
Pojemność wynosi około 20 osób, przy złej pogodzie ewentualnie w innej niekorzystnej sytuacji zmieści się tyle ludzi, ile trzeba.
Źródło znajduje się około 300 metrów na zachód od chaty, niedaleko pogorzeliska starszego schronu. Okolice źródła są mocno zabagnione i porośnięte łopianami.

## Szlaki turystyczne
- szlakiem z przełęczy Priehyba (14,2 km, 4 h) - Szlak Bohaterów Słowackiego Powstania Narodowego (Cesta hrdinov SNP)
- szlakiem z przełęczy Czertowica (7,5 km, 1 h 50') - Cesta hrdinov SNP